# Claudio Ventura
Pour les articles homonymes, voir Ventura.
Ne doit pas être confondu avec Claude Ventura.
Claudio Ventura est un monteur de cinéma et directeur artistique franco-italien, né le 6 décembre 1940 au Caire et mort le 11 août 2021 à Paris 18e.
Il est aussi le directeur de Karina-Films et de Paris Studio, des studios de doublage. Il est le père d'Élisabeth Ventura.

## Biographie
Après une licence d'anglais, Claudio Ventura est l'élève de Tania Balachova et débute à la 20th Century Fox où il
a collaboré sur de nombreux films tels que Cléopâtre, Le Jour le plus long, Le Milliardaire, etc. puis en France avec Jacques Demy (Les Demoiselles de Rochefort), Terence Young (Liés par le sang, Soleil rouge, Inchon), Orson Welles (Falstaff), Roger Vadim (Une femme fidèle), Catherine Breillat (Tapage nocturne), Claude Chabrol (Les Fantômes du chapelier), William Klein (Qui êtes-vous, Polly Maggoo ?), Édouard Molinaro (Une fille à aimer), Bob Swaim (La Nuit de Saint-Germain-des-Prés), René Clément (Le Passager de la pluie), etc. Il crée en 1971, la société Karina Films de post-production. Dès 1980, il se spécialise dans le doublage et la post-synchronisation dans le cadre de co-productions internationales.

## Filmographie
- 1964 : Le Cours de bonheur conjugal
- 1964 : Les Descendants
- 1965 : Mort à Padena
- 1965 : Cabriola
- 1965 : La Vieille Dame indigne
- 1965 : Falstaff*
- 1966 : Pénélope
- 1966 : Qui êtes-vous, Polly Maggoo ?
- 1966 : Les Demoiselles de Rochefort
- 1967 : Capitaine Singrid
- 1967 : Un épais manteau de sang
- 1967 : Emma Zuns
- 1968 : Mayerling
- 1968 : Le Désirable et le Sublime
- 1969 : Le Débutant
- 1970 : Le Saint
- 1970 : Les Enfants de Caïn
- 1970 : Le Passager de la pluie
- 1970 : L'Accalmie
- 1970 : Le Ciel qui voyage
- 1971 : Soleil rouge
- 1972 : L'Homme de la Manche
- 1973 : L'Accalmie
- 1973 : Vérités et Mensonges
- 1974 : Le Bordel, 1ère époque; 1900
- 1974 : Black Love
- 1974 : Adolescence pervertie
- 1975 : Adieu l'ami
- 1975 : Ovide ou l'art d'aimer
- 1975 : La Planque 2
- 1975 : Les Chevaliers de la croupe
- 1975 : La Veuve lubrique
- 1976 : Voir Malte et mourir
- 1976 : Infernales Pénétrations
- 1977 : La Nuit de Saint-Germain-des-Prés
- 1977 : La Bonne Auberge
- 1977 : Ici, on baise
- 1978 : Grimpe-moi dessus... et fais-moi mal
- 1978 : Les réformés se portent bien
- 1978 : Les Bidasses au pensionnat
- 1978 : Comment se faire réformer
- 1979 : Tapage nocturne
- 1979 : Liés par le sang
- 1979 : Nous maigrirons ensemble
- 1980 : Le Vieil Homme et la Mer
- 1981 : Inchon
- 1981 : Comment draguer toutes les filles...
- 1981 : Docteur Jekyll et les Femmes
- 1982 : Qu'est-ce qui fait craquer les filles...
- 1984 : Une fille à aimer (Just the Way You Are) d'Édouard Molinaro

## Direction artistique

### Cinéma

#### Films
- 1981 : Inchon
- 1986 : Youngblood
- 1986 : Comme un chien enragé
- 1986 : La Folle Journée de Ferris Bueller
- 1987 : Beauté fatale
- 1987 : Un ticket pour deux
- 1988 : Jeu d'enfant
- 1988 : Conversations nocturnes
- 1988 : Colors
- 1989 : Great Balls of Fire!
- 1989 : Les Maîtres de l'ombre
- 1989 : La Vie en plus
- 1989 : Allô maman, ici bébé
- 1990 : Échec et Mort
- 1991 : My Girl
- 1991 : Paradise
- 1992 : Jeux de guerre
- 1992 : Love Field
- 1992 : Lorenzo
- 1992 : Les Experts
- 1993 : Kaspar Hauser
- 1993 : Geronimo
- 1993 : Le Fils de la Panthère rose
- 1994 : Les Quatre Filles du docteur March
- 1994 : Danger immédiat
- 1994 : Blue Chips
- 1995 : Mort ou vif
- 1995 : Apollo 13
- 1995 : Traque sur Internet
- 1995 : Le Président et Miss Wade
- 1995 : Kiss of Death
- 1995 : Strange Days
- 1996 : Mary Reilly
- 1996 : Va où ton cœur te porte
- 1996 : Le Club des ex
- 1997 : Jerry Maguire
- 1997 : Dans l'ombre de Manhattan
- 1998 : La Courtisane
- 1998 : Préjudice
- 1998 : La Méthode zéro
- 1998 : Loin du paradis
- 1998 : Ma meilleure ennemie
- 1998 : Jack Frost
- 1998 : Du venin dans les veines
- 1999 : La Fin d'une liaison
- 1999 : Aussi profond que l'océan
- 1999 : Big Daddy
- 1999 : Le Déshonneur d'Elisabeth Campbell
- 2000 : Anatomie
- 2000 : Battlefield Earth
- 2000 : Je rêvais de l'Afrique
- 2000 : De si jolis chevaux
- 2001 : Chevalier
- 2001 : Hors limites
- 2001 : L'Intrus
- 2001 : L'Affaire du collier
- 2001 : Opération Espadon
- 2001 : Dinner with Friends
- 2001 : Chère Martha
- 2002 : Le Peuple des ténèbres
- 2002 : Top chronos
- 2002 : Star Trek : Nemesis
- 2002 : Plus jamais
- 2002 : Le Vaisseau de l'angoisse
- 2002 : Coup de foudre à Manhattan
- 2002 : Arac Attack, les monstres à huit pattes
- 2002 : Allumeuses !
- 2002 : Limbo
- 2002 : Laurel Canyon
- 2003 : Les Intrus
- 2003 : Anatomie 2
- 2003 : Bad Santa
- 2004 : Layer Cake
- 2004 : La Grande Arnaque
- 2004 : Esprit libre
- 2005 : La Maison de cire
- 2005 : Shérif, fais-moi peur
- 2006 : Comme il vous plaira
- 2006 : Entre deux rives
- 2007 : Sans plus attendre
- 2007 : Permis de mariage
- 2008 : Nos nuits à Rodanthe
- 2008 : Angles d'attaque
- 2008 : Jeux pervers
- 2011 : Stockholm Express
- 2011 : Capitaine Nakara

### Télévision

#### Séries télévisées
- Absolutely Fabulous
- Angry Boys
- Animals
- Ballers
- Banshee
- Boomtown
- Bored to Death
- Dans le Rouge
- Le Dernier Témoin
- Double Jeu
- Elisa
- La figlia di Elisa - Ritorno a Rivombrosa
- Flight of the Conchords (saison 2)
- Hidden Palms : Enfer au paradis
- L'Hôpital et ses fantômes
- Insecure
- Ja'mie: Private School Girl
- Jonah from Tonga
- Meurtres en sommeil
- Mildred Pierce
- Pepe Carvalho
- Sauvés par le gong : La Nouvelle Classe

#### Téléfilms
- 1991 : La Montagne de diamants
- 1996 : Le Seigneur du Temps
- 2001 : Les Aventuriers du monde perdu
- 2001 : Bel Esprit
- 2001 : Conspiration
- 2003 : Pancho Villa
- 2005 : Mrs Harris
- 2006 : Empire Falls
- 2008 : Les Buddenbrook, le Déclin d'une famille
- 2009 : Into the Storm
- 2009 : L'Honneur d'un Marine
- 2010 : Temple Grandin
- 2010 : Sang chaud et chambre froide
- 2010 : Les Demoiselles du Swing
- 2011 : Cinema Verite
- 2011 : Si papa nous voyait
- 2012 : Game Change
- 2013 : Mon mari, un assassin
- 2014 : The Normal Heart
- 2015 : Bessie
- 2016 : All the Way
- 2017 : The Wizard of Lies

#### Séries d'animation
- Ariol (version anglaise)
- Flash Gordon
- Gargantua
- Le Jardin Enchanté
- Jojo
- Kid Paddle
- Kissyfur
- Les Mondes engloutis
- Les Monsieur Madame
- Les Mystérieuses Cités d'or
- Oui-Oui
- Les Octonauts
- Papyrus
- Pierre Lapin
- Sushi Pack
- Spirou (saison 2)
- Titeuf